# 清水隆平
清水 隆平（しみず りゅうへい、1991年6月7日 - ）は、日本の元プロバスケットボール選手で、現在はバスケットボールの指導者となる。
ポジションはPG。B3リーグ・しながわシティに所属していた。

## 来歴
滋賀県出身。長浜市立西中学校、光泉高校（滋賀県私立）に進学。三年次にはキャプテンとしてウインターカップに出場。
明治大学では、同期に西川貴之（大阪エヴェッサ）と目健人（埼玉ブロンコス）と田中成也（新潟アルビレックスBB）、三級上に金丸晃輔（三遠ネオフェニックス/日本代表）と田中成也（新潟アルビレックスBB）がいる。二級上に田村晋（越谷アルファーズ）がいる。一級下に安藤誓哉（島根スサノオマジック）と中東泰斗（名古屋ダイヤモンドドルフィンズ）と西川貴之（大阪エヴェッサ）がいる。二級下に秋葉真司（サンロッカーズ渋谷）と伊澤実孝（しながわシティ）、三級下に吉川治耀（山口パッツファイブ）と會田圭佑（青森ワッツ）と斎藤拓実（名古屋ダイヤモンドドルフィンズ）がいる。3年次のインカレでは3位入賞、4年次にはインカレでは準優勝に貢献した。
2016-17シーズンに東京サンレーヴスと契約し、プロ選手となる。
2018-19シーズンに埼玉ブロンコスに移籍。
2020-21シーズンに再び東京サンレーヴスに所属するがチームがB3.LEAGUEから退会する。その期間は東京都社会人連盟に加盟し、全日本社会人選手権東京都予選にエントリーし優勝した。
2021年に明治学院大学女子バスケットボール部のコーチに就任した。
2021-22シーズン、運営会社が変わり、しながわシティとしてB3.LEAGUEに復帰する。
2022-23シーズン、しながわシティで上松大輝と共にダブルキャプテンに就任する。キャリアハイの36試合でスタメン出場した。激しいディフェンスと要所で決める3Pを武器とした。またターンオーバーが非常に少ないプレイヤーでもあった。
2023年11月6日 自身のSNSで現役引退と大学でコーチをしていることを報告。

## 個人成績
| シーズン   | チーム | GP | GS | MPG  | FG%   | 3P%   | FT%   | RPG | APG | SPG | BPG | TO  | PPG |
| ---------- | ------ | -- | -- | ---- | ----- | ----- | ----- | --- | --- | --- | --- | --- | --- |
| B3 2016-17 | 東京CR | 27 | 0  | 7.4  | 0.255 | 0.286 | 1.000 | 0.6 | 0.3 | 0.3 | 0.0 | 0.4 | 1.1 |
| B3 2017-18 | 東京CR | 43 | 10 | 14.8 | 0.344 | 0.188 | 0.810 | 1.6 | 0.9 | 0.6 | 0.1 | 0.8 | 2.5 |
| B3 2018-19 | 埼玉   | 18 | 3  | 4.1  | 0.357 | 0.000 | 1.000 | 0.5 | 0.8 | 0.1 | 0.0 | 0.3 | 0.7 |
| B3 2019-20 | 埼玉   | 29 | 11 | 13.6 | 0.385 | 0.267 | 0.562 | 1.0 | 1.4 | 0.6 | 0.1 | 0.7 | 3.3 |
| B3 2021-22 | 品川   | 51 | 4  | 13.1 | 0.385 | 0.273 | 0.815 | 1.3 | 1.2 | 0.6 | 0.0 | 0.9 | 3.2 |
| B3 2022-23 | 品川   | 46 | 36 | 14.9 | 0.414 | 0.314 | 0.833 | 1.1 | 0.9 | 0.6 | 0.0 | 0.7 | 2.5 |